# 過去に存在したダイエーの店舗
過去に存在したダイエーの店舗（かこにそんざいしたダイエーのてんぽ）は、株式会社ダイエーおよび子会社の閉鎖店舗を掲載している。
かつてフランチャイズ提携によりダイエーの店舗として営業していた店舗で、フランチャイズ中の閉店、フランチャイズ契約解除による離脱の店舗については過去に存在したダイエーのフランチャイズ店舗を、出店を断念した店舗は出店を断念したダイエーの店舗一覧をそれぞれ参照。

現行店舗については、ダイエー店舗情報を参照。
- 無印はダイエー。それ以外は基本的にブランド名を記述。
- 店舗名の後ろについている×は現在建物が解体された店舗。
- （）内の旧:○○は、運営していた会社の変遷。ただし、閉店直後の運営会社については下記に記述する。
- SC名称は届出が出ていた店舗のみ可能な限り記述する。
- 店舗名の前の4桁の数字は店番号。

## 日本以外の世界各国

### アメリカ合衆国
1972年（昭和47年）に子会社「ダイエーUSA」を設立して、同年11月にパールリッジ店を開設し
、その後1980年に現地のホリデーマートも買収した。
ダイエーの子会社「ダイエーUSA」が2005年（平成17年）1月末時点でハワイで4店舗を展開していた。現在は完全撤退エリア。
アラモアナのSCは1999年（平成11年）にゼネラル・グロース・プロパティーズ・リミテッドグループに売却した。
2005年（平成17年）12月にドン・キホーテに現地法人を売却して撤退することになり、2006年（平成18年）2月8日付で譲渡され、ドン・キホーテ初の海外店舗となった。
- パールリッジ店（1972年（昭和47年）11月[3]19日 - 1986（昭和61年）[5]） ハワイ州ホノルル郡パールシティ地区

海外進出1号店で、パールリッジ・ショッピングセンター内への出店で、地元住民を顧客とした営業を目指した。開業時には、商圏内の競合店としてセーフウェイなどが近隣にあった。経営不振により閉店。
- パールシティ店（1980年（昭和55年） - 2006年（平成18年））

店舗面積6,089m2
元ホリデーマートの店舗。
- カヘカ店（1980年（昭和55年）- 2006年（平成18年）10月3日）ハワイ州ホノルル郡ホノルル中心街地区 - 元ホリデーマートの店舗。ダイエーのハワイにおける旗艦店であった[5]。
- カイルア店（? - ?） ハワイ州ホノルル郡カイルア地区

店舗面積5,758m2
元ホリデーマートの店舗。ハワイの他店と同様にドン・キホーテとなったが、2011年2月5日に閉店。跡地には2015年にターゲットが入居。
- ワイパフ店（1995年（平成7年）11月30日[13] - 2006年（平成18年）） ハワイ州ホノルル郡ワイパフ地区

GEM storeから購入した店舗。ホノルルから車で30分のアジア系住民の多い新興住宅地に出店した総合スーパーでファーリントンハイウエーに隣接していた。
- アラモアナ・ショッピングセンター（1982年（昭和57年）5月1日買収[14] - 1999年（平成11年）7月） ハワイ州ホノルル郡ホノルル中心街地区

小売店の運営ではなく、ショッピングセンターの賃貸・管理を行う事業であった。ダイエーが60%を出資し、アメリカ大手保険会社のエクイタブルが40%を出資する共同出資で買収。ダイエーは「ダイエー・ホールディング・コーポレーション」と折半出資していた「ダイエーUSA」が運営会社に出資するという間接的な出資形態であった。敷地面積は200000m2。
- ダイエーの経営悪化に伴いアメリカ第2位の商業デベロッパー、ゼネラル・グロース・プロパティーズ・リミテッドグループに8億1000万ドル（日本円:972億円）で売却した[6]。この売却でダイエーの損失は約80億円となった[17]。

### 中華人民共和国
当初は北京市への進出を目指していたが1995年（平成7年）に断念した。
代わりにスーパーのチェーン展開を目指し、当社が95%、天津市対外貿易総公司が5%を出資し、1995年（平成7年）5月24日に合弁会社の「天津大栄国際貿易有限公司」を設立した。
2005年（平成17年）2月時点で天津市内に食品スーパー12店舗を運営していたが、産業再生機構の傘下での経営再建策の一環一括で売却し、撤退することになった。
- 大栄天津商場店（1995年（平成7年）10月1日[20] - ?） 天津市[20]
百貨店「天津商場」の地下1階に出店し、店舗面積約1,520m2の食品スーパーであった[20]。

## 参考資料
- 福岡商工会議所「福岡市商店街マーケット名簿」（1980年（昭和55年））
- 西日本新聞「'82福岡商圏調査-地下鉄開通に伴う影響分析-」（1982年（昭和57年））